# 國際擁抱日
國際擁抱日（英語：National Hugging Day）是一個是致力於擁抱的年度活動。它由凱文·扎博尼（Kevin Zaborney）創建，每年1月21日舉行。該日於1986年1月21日在美國密歇根州克利奧首次慶祝。許多其他國家也在慶祝這個節日。國際擁抱日的理念是鼓勵大家更經常地擁抱家人和朋友。扎博尼提醒說，如果不確定對方的反應，應該要先問清楚，因為尊重他人的個人空間總是很重要的，有些人不喜歡擁抱。

## 歷史
凱文·扎博尼被認為是在1986年提出國際擁抱日的想法。它被列入蔡斯的事件日曆；扎博尼當時的朋友是該出版物經營者的孫女。他選擇了1月21日，因為這一天介於聖誕節、新年假期、情人節和生日之間，他發現人們的對此的反應普遍不高。扎博尼認為，「美國社會對在公共場合表達感情感到尷尬」，並希望國際擁抱日能改變這種狀況，儘管他認為他的想法會失敗。

## 外部連結
- 官方网站